# Moncaup (Pirenéus Atlânticos)
Moncaup é uma comuna francesa na região administrativa da Nova Aquitânia, no departamento dos Pirenéus Atlânticos. Estende-se por uma área de 11,06 km². Em 2010 a comuna tinha 169 habitantes (densidade: 15,3 hab./km²).